# 共同富裕
共同富裕（英文：common prosperity）是中华人民共和国政治术语，指全体社会成员都过上幸福、宽裕、美好的物质和文化生活，是中华人民共和国发展社会主义市场经济的根本目标。中国共产党前领导人邓小平认为，由于中国是个大国，如果走资本主义道路，只能使百分之几的人富裕起来，但是解决不了百分之九十九的人的生活富裕问题。他提倡一部分有条件的地区、一部分人先富裕起来，带动和帮助落后的地区和人民，最终实现共同富裕。

## 背景
中国历史上就有对共同富裕的追求（如“大同”思想），马克思和恩格斯理论包含有关共同富裕的理想（如各盡所能、各取所需）和到达的方式的论述：生产力的发展。苏联领导人列宁和斯大林进行了深入的探索。中国在照搬斯大林模式失败后，开始探索自己的道路。
1953年12月，中国共产党主席毛泽东在《关于发展农业生产合作社的决议》中首次提出了“共同富裕”这一概念：“在逐步地实现社会主义工业化和实现对于手工业、对于资本主义工商业的社会主义改造的同时，逐步地实现对于整个农业的社会主义改造，即实现合作化，在农村中消灭富农经济制度和个体经济制度，使全体农村人民共同富裕起来。”
中共八大提出把党的工作重心转移到发展生产力和进行经济建设上来，实现共同富裕。但后来单纯希望通过改变生产关系来实现共同富裕，卻忽略了生产力的建设，没有能实现这个理想。

## 演进
中共十一届三中全会召开后，邓小平总结了国内国际建设社会主义的教训，深入探索了共同富裕思想。1985年3月，在全国科技工作会议上，中共中央顾问委员会主任邓小平指出：“社会主义的目的就是要全国人民共同富裕，不是两极分化。”1985年9月、1990年12月、1992年初，邓小平又多次提到“共同富裕”。他认为，共同富裕是社会主义和资本主义的区别：“如果走资本主义道路，可以使中国百分之几的人富裕起来，但是绝对解决不了百分之九十几的人生活富裕的问题。而坚持社会主义，实行按劳分配原则，就不会产生贫富过大的差距。”
邓小平认为，共同富裕是分阶段的，可以用市场机制作为工具进行建设，而非“同步富裕”。他提倡一部分有条件的地区、一部分人先富裕起来，带动和帮助落后的地区和人民，最终实现共同富裕。“同步富裕”则是指要求全体社会成员在同一时间，同平均分配的办法，消除生活水平差距。邓小平认为，平均发展是不可能的，“实际上是共同落后，共同贫穷”。他说，“农村、城市都要允许一部分人先富起来，勤劳致富是正当的。”（又称“先富论”）先富带动后富，逐步走向共同富裕。但同时，应采取社会主义的措施，预防两极分化的状况。
邓小平还认为，共同富裕是物质和精神富裕相统一的。
江泽民、胡锦涛两任中共中央总书记的政治思想中，都提到了共同富裕的重要意义。
时任中共重庆市委书记薄熙来在2011年的唱红打黑的政策下，也再次主打共同富裕的概念。

## 习近平时期
中共中央总书记习近平的经济思想中含有“精准扶贫”思想。这一思想认为，有能力、有条件发展经济的人能脱贫致富的同时，也要让发展成果更多更公平地惠及广大贫困群众，帮助没有能力和条件或者暂时没有能力条件发展的人实现发展，实现共同富裕。
2021年8月17日，中共中央总书记习近平在中央财经委员会第十次会议上讲话中对共同富裕进行了阐述，指出：“共同富裕是社会主义的本质要求，是中国式现代化的重要特征。我们说的共同富裕是全体人民共同富裕，是人民群众物质生活和精神生活都富裕，不是少数人的富裕，也不是整齐划一的平均主义。”共同富裕的时间表是：
| 十四五末                                                        | 2035年                                                          | 本世纪中叶                                                        |
| --------------------------------------------------------------- | --------------------------------------------------------------- | ----------------------------------------------------------------- |
| 全体人民共同富裕迈出坚实步伐 居民收入和实际消费水平差距逐步缩小 | 全体人民共同富裕取得更为明显的实质性进展 基本公共服务实现均等化 | 全体人民共同富裕基本实现 居民收入和实际消费水平差距缩小到合理区间 |

实现共同富裕的原则是：鼓励勤劳创新致富、坚持基本经济制度、尽力而为量力而行、坚持循序渐进。关于实现共同富裕的途径，习近平指出：“总的思路是，坚持以人民为中心的发展思想，在高质量发展中促进共同富裕，正确处理效率和公平的关系，构建初次分配、再分配、三次分配协调配套的基础性制度安排，加大税收、社保、转移支付等调节力度并提高精准性，扩大中等收入群体比重，增加低收入群体收入，合理调节高收入，取缔非法收入，形成中间大、两头小的橄榄型分配结构，促进社会公平正义，促进人的全面发展，使全体人民朝着共同富裕目标扎实迈进。”习近平还指出，全体人民共同富裕是总体概念，但不可能齐头并进，要持续推动，不断取得成效。
会议结束后，中国科技巨头腾讯宣布投资500亿组建“共同富裕专项计划”。拼多多亦於2021年8月24日承諾將上季及未來數季潛在獲利，投入農業發展，直至投資100億元。阿里巴巴同樣承诺向慈善事业投资1,000亿元人民币。